# 변산해수욕장
변산해수욕장(邊山海水浴場)은 전북특별자치도 부안군 변산면 대항리에 있는 해수욕장이다. 수온이 따뜻하고 조수간만의 차가 심하지 않아 해수욕장으로써 조건이 좋으며 대천, 만리포 해수욕장과 함께 서해안 3대 해수욕장으로 꼽힌다.